# 梁家寺东乡族乡
梁家寺东乡族乡是中华人民共和国甘肃省临夏回族自治州和政县下辖的一个民族乡。

## 行政区划
梁家寺东乡族乡下辖以下村级行政区划单位：
大何家村、梁家寺村、大马家村、杨仲家村、友好村、山坪村、赵家沟村和大干沟村。